# Centaurea greuteri
Centaurea greuteri là một loài thực vật có hoa trong họ Cúc. Loài này được E.Gamal-Eldin & Wagenitz mô tả khoa học đầu tiên năm 1984.